# روبرت ر. باري
روبرت ر. باري (بالإنجليزية: Robert R. Barry)‏ هو محامي وسياسي أمريكي، ولد في 15 مايو 1915 بأوماها في الولايات المتحدة، وتوفي في 14 يونيو 1988 بريدوود في الولايات المتحدة. حزبياً، نشط في الحزب الجمهوري. وقد انتخب عضو مجلس النواب الأمريكي.